# Anna Nazarova
Anna Sergeyevna Nazarova-Klyashtornaya (in russo Анна Сергеевна Назарова?; Leningrado, 3 febbraio 1986) è una lunghista russa, due volte campionessa russa indoor, ha rappresentato la Russia ai Campionati Mondiali Indoor 2010 e alle Olimpiadi 2012 e ha vinto una medaglie d'oro ai Campionati Europei U23 di atletica leggera 2007 e alle Universiadi 2011.
Il 30 novembre 2017 a seguito di un test antidoping positivo, è stata squalificata dalle precedenti Olimpiadi del 2012.